# 信濃中村藩
信濃中村藩（しなのなかむらはん）は、信濃国高井郡（現在の長野県下高井郡木島平村）中村に所在した藩。藩主家は岩城家。現在の北信地方をさす川中島四郡の一角に存在したため、川中島藩とも呼ばれた。

## 藩史
「鬼義重」で有名な戦国大名・佐竹義重の三男で、佐竹義宣の弟に当たる岩城貞隆は、岩城常隆の養子として岩城氏の家督を継ぎ、磐城国平12万石の所領を安堵された。しかし慶長5年（1600年）の関ヶ原の戦いで、兄の義宣とともに東西どちらにもつかないという曖昧な態度を見せたため、慶長7年（1602年）に徳川家康によって所領を没収された。
慶長19年（1614年）からの大坂の陣で、貞隆は本多正信に属して功績を挙げたことから、元和2年（1616年）7月に松平忠輝が改易された後、その旧領1万石を与えられて信濃中村藩を立藩した。
元和6年（1620年）10月に貞隆は死去し、跡を長男の岩城吉隆が継いだ。吉隆は元和8年（1622年）に出羽由利郡内において1万石を加増されて2万石の大名となる。そして翌年、吉隆は出羽亀田藩に藩庁を移し、信濃中村の采地も出羽に替地されたため、信濃中村藩は廃藩となり、以後、岩城氏は亀田藩2万石として明治維新まで存続した。
なお吉隆は後に佐竹義隆として義宣の養子となり、久保田藩第2代藩主となった。

## 歴代藩主
岩城家
外様。1万石→2万石。
1. 貞隆
2. 吉隆